# Medveja
Medveja è un comune della Moldavia situato nel distretto di Briceni di 1.712 abitanti al censimento del 2004.

## Località
Il comune è formato dall'insieme delle seguenti località (popolazione 2004):
- Medveja (1.661 abitanti)
- Slobozia-Medveja (51 abitanti)